# Adalward (Vorname)
Adalward ist ein männlicher Vorname. 

## Herkunft und Bedeutung
Adalward ist ein althochdeutscher Name. Er setzt sich aus den Elementen adal „edel“ oder odal „Erbe, Besitz“ und vard „Beschützer, Behüter“ zusammen.

## Varianten
- Adalwart (andere Schreibweise)
- Adelward (Nebenform)
- Adward (Kurzform)

## Bekannte Namensträger
- Adalward († 933), Bischof von Verden